# Ełłada Machiaddinowa
Ełłada Ramilgyzy Machiaddinowa (ros. Эллада Рамильгызы Махяддинова; ur. 27 lutego 2000) – kazachska zapaśniczka walcząca w stylu wolnym. Brązowa medalistka igrzysk solidarności islamskiej w 2021. 
Druga na mistrzostwach Azji U-23 w 2019 i trzecia w 2022 i 2023 roku.